# Backcasting
Backcasting-metoden er en planlægningsmetode indenfor politologi og fremtidsforskning,  der starter med at beskrive en ønskværdig fremtid, og derefter identificerer politikker der kan forbinde denne fremtid til nutiden.

## Metode
Backcasting-metoden består af 3 faser: 
1: Formulering af ønsket mål, kaldet for et fremtidsbillede. 
2: Status på aktuel situation. 
3: Tænke tilbage fra mål til status.  

## Begrebets historie
Begrebet backcasting blev introduceret af Robinson i 1982 i artiklen ‘Energy backcasting: a proposed method of policy analysis’, Energy Policy, December 1982. Robinson tilskriver Lovins den første anvendelse af backcastingmetoden i 1976, uden at anvende selve begrebet, i studiet af energi i fremtiden.
(Dreborg 1996:814).
Backcasting-begrebet blev introduceret i Danmark af Torben Bo Jansen fra Selskabet for Fremtidsforskning, der blev grundlagt af Arne Sørensen. 